# Decentralizacija
Decentralizacija označava onu vrstu organizacije kojom se upravljanje ili rukovođenje prenosi s centralnih organa na niže. U tom slučaju ti niži organi imaju manju ili veću samostalnost u organizaciji i načinu obavljanja poslova. U stabilnim društvenim prilikama dolazi do veće decentralizacije organizacija, u vrijeme socijalnih potresa, ratova i revolucija organizacije teže strogoj hijerarhiji.
Decentralizacija je zajednički naziv za niz mjera kojim se nastoji spriječiti pretjerana koncentracija stanovništva i gospodarstva u jedno ili svega nekoliko središta, pri čemu veliki dijelovi zemlje ostaju bez stanovništva i slabije se gospodarski razvijaju.

## Poveznice
- Centralizacija

## Vanjske poveznice
- "On Authority", Engels, 1872
- "What is Authority?", Bakunin
- "Psychology, Ideology, Utopia, and the Commons", Dennis R. Fox, 1985, American Psychologist, 40, 48-58
- Industrial Workers of the World